# Aldo Gordini
Pour les articles homonymes, voir Gordini (patronyme).
Pas d'image ? Cliquez ici
Aldo Gordini (né le 20 mai 1921 à Bologne et mort le 28 janvier 1995 à Paris) est un ancien pilote français de course automobile. 

## Biographie
Fils d'Amédée Gordini, Aldo Gordini a joué un rôle important dans l'organisation de l'équipe Gordini de 1945 à 1956. 
Il y fut à la fois mécanicien, technicien, et occasionnellement pilote, ayant débuté en course en 1947 par une victoire lors de la première Coupe Robert Benoist sur Simca, et en endurance lors des 24 Heures de Spa 1948 (7e, avec pour coéquipier Jean Cayla à bord de la T8). 
Il a disputé un seul Grand Prix du championnat du monde de Formule 1, le Grand Prix automobile de France 1951.
Ses quelques courses personnelles eurent lieu de 1948 à 1951. Il termina 2e de la deuxième édition du Grand Prix de Cadours en 1950 sur Simca. Il fut encore 5e des Coupes du Salon 1948 avec la T8, 8e de ses dernières la saison suivante sur modèle TMM, et 12e des 12 Heures de Paris en 1948 associé à José Scaron sur T8.
Il a participé aux 24 Heures du Mans en 1951 (avec André Simon) et 1952 (avec Scaron).

## Résultats en championnat du monde de  Formule 1
| Saison | Écurie         | Châssis           | Moteur                                     | Pneus     | GP disputé | Qualification | Classement en course | Classement au championnat |
| ------ | -------------- | ----------------- | ------------------------------------------ | --------- | ---------- | ------------- | -------------------- | ------------------------- |
| 1951   | Équipe Gordini | Simca Gordini T11 | Gordini 4 cylindres en ligne à compresseur | Englebert | France     | 17e           | abandon au 27e tour  | n.c.                      |